# Germanicus Iulius Caesar
Germanicus Iulius Caesar Claudianus, adoptálása előtt valószínűleg Nero Claudius Drusus Germanicus (Kr. e. 15. május 24. – 19. október 10.) római hadvezér, Nero Claudius Drusus és Antonia Minor legidősebb gyermeke, Livia császárné és Marcus Antonius unokája, Claudius császár bátyja. Az idősebb Agrippinát (Agrippina Maior), Augustus unokáját vette feleségül, aki kilenc gyermeket szült neki. Közülük kettő még csecsemőként halt meg, Caius Iulius Caesar pedig kisgyermekként. Hat gyermeke érte meg a felnőttkort:
- Iulia Livilla
- Drusilla
- Agrippina Minor, Nero császár anyja
- Drusus Caesar és Nero Caesar, akiket Tiberius parancsára öltek meg
- Caius Caesar (Caligula), Tiberius utódja a trónon

Germanicus Róma népének körében rendkívül népszerű volt, győzelmeit lelkesen ünnepelték. Augustus is nagyra becsülte, sőt egy időben örökösének is tartotta. Végül a császár 4 körül mostohafia, a szintén kiváló hadvezér Tiberius mellett döntött, de kötelezte őt, hogy örökbefogadja Germanicust, és tegye örökösévé.
Germanicus Pannonia, Dalmatia, Gallia és Germania területén hadakozott. Tehetséges, kiváló hadvezér volt, akit a legiók is szerettek. 12-ben elnyerte a consuli rangot, miután ötszöri alkalommal töltötte be a quaestori magistraturát.
Augustus 14-ben bekövetkezett halála után röviddel a senatus Germanicust nevezte ki a Germaniában állomásozó hadak parancsnokául. Új katonái hamarosan fellázadtak Tiberius ellen, és saját hadvezérüket akarták trónra tenni, ő azonban lojális maradt az új princepshez. Az elkövetkező két évben hadjáratokat vezetett a Rajnától keletre élő germán törzsek ellen. Az ő érdeme, hogy 16-ban a Weser menti csatában legyőzte őket. Germanicus találta meg a 9-ben a teutoburgi erdőnél tőrbe csalt és lemészárolt legiók (a XVII., a XVIII. és a XIX.) maradványait, melyeket végső tisztességben részesített. A legiók védőistenségeit, a sasszobrokat is visszaszerezte, amivel nagy presztízsre tett szert.
A fényes győzelmek ellenére – talán féltékenységből, de valószínűbb, hogy ismerve a birodalom katonai teherbírását, illetve a germán hadszínteret – Tiberius 17-ben hazahívta a határt az Elbáig kitolni akaró Germanicust, akit jutalomképpen diadalmenetben részesített, és másodszor is consullá nevezett ki 18-ban. A következő évben a császár a közel-keleti provinciákba delegálta imperium maiusszal felruházva, ahol 18-ban provinciává szervezte Kappadókia és Kommagene királyságokat, illetve Kelet-Kilikiát. Armeniát – a Parthus Birodalom beleegyezésével – ismét clienskirálysággá tette. Diplomáciai sikereit egy egyiptomi látogatással koronázta meg.
A következő évben Germanicus elhunyt Antiochiában, Syria provincia fővárosában. Halála gyanús körülmények között következett be. A források többsége arra utal, hogy a syriai helytartó, Cnaeus Calpurnius Piso mérgezte meg Tiberius császár utasítására. Germanicus özvegye is emellett kardoskodott, Piso pedig inkább öngyilkosságot követett el, mintsem a népharagnak tette volna ki magát. Valószínű, hogy Tiberius féltékeny lett unokaöccse sikereire, illetve veszélyesnek érezhette népszerűségét és hatalmát. Az ominózus egyiptomi látogatás szintén kivívhatta a császár ellenszenvét, hiszen Aegyptus princepsi magánprovincia volt, és uralója veszélyeztethette Róma gabonaellátását.

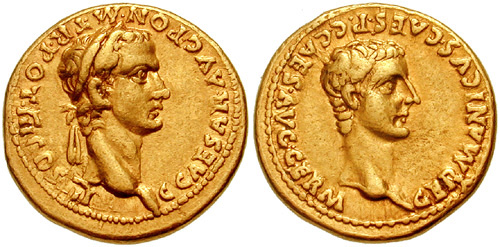
Caligula római császár Kr.u. 40-ben vert arany aureus pénzérméje. előoldalán a császár babérkoszorús portréja, hátoldalán pedig apja, Germanicus képmása látható.